# Психическое здоровье
Психи́ческое здоро́вье (духовное или душевное, иногда ментальное здоровье) — согласно определению Всемирной организации здравоохранения, это состояние благополучия, при котором человек может реализовать свой собственный потенциал, противостоять обычным жизненным стрессам, продуктивно и плодотворно работать, а также вносить вклад в жизнь своего сообщества.
Содержание этого понятия «психическое здоровье» не исчерпывается медицинскими и психологическими критериями, в нём всегда отражены общественные и групповые нормы, регулирующие духовную жизнь человека определённым образом.

## Психическое здоровье и психические заболевания
По данным UK Surgeon Journal (1999), психическое здоровье — это успешное выполнение психической функции, результатом которой является продуктивная деятельность, установление отношений с другими людьми и способность адаптироваться к изменениям и справляться с неблагоприятными обстоятельствами. Термин «психическое заболевание» в совокупности относится ко всем диагностируемым психическим расстройствам — состояниям здоровья, характеризующимся изменениями мышления, настроения или поведения, связанными с дистрессом или нарушением функционирования. Психическое здоровье и психические заболевания являются двумя непрерывными понятиями. Люди с оптимальным психическим здоровьем также могут иметь психические заболевания, а люди, у которых нет психических заболеваний, также могут иметь плохое психическое здоровье.
Проблемы психического здоровья могут возникать из-за стресса, одиночества, депрессии, тревоги, проблем в отношениях, смерти близкого человека, мыслей о самоубийстве, горя, зависимости, СДВГ, самоповреждения, различных расстройств настроения или других психических заболеваний различной степени, а также неспособность к обучению. Терапевты, психиатры, психологи, социальные работники, медсёстры или семейные врачи могут помочь справиться с психическими заболеваниями с помощью таких методов лечения, как терапия, консультирование или приём лекарств.

## Медицинская и психологическая модель психического здоровья
В медицине и в психологии разные подходы к проблеме психического здоровья.
При медицинском (психиатрическом) подходе психическое здоровье рассматривают как меру вероятности развития психической болезни («негативное» определение здоровья как отсутствия болезни); о здоровье судят с позиций психических нарушений и аномалий личности как отклонений от нормы (Б. Д. Карвасарский и др.).
При психологическом подходе базируются на анализе здорового функционирования личности как позитивного процесса, описываемого через понятия самореализации, самоактуализации (К. Гольдштейн, А. Маслоу, Ш. Бюлер), полноценной жизни (К. Роджерс), аутентичности (Дж. Бюдженталь), стремления к смыслу (В. Франкл).

## Содержание понятия
Всемирная организация здравоохранения, раскрывая содержание понятия психическое здоровье, обращает внимание на следующие моменты:
- Психическое здоровье — это не только отсутствие психических расстройств.
- Психическое здоровье является неотъемлемой частью здоровья действительно, без психического здоровья нет здоровья.
- Психическое здоровье определяется рядом социально-экономических, биологических и относящихся к окружающей среде факторов.

Уровень психического здоровья человека в каждый момент его жизни определяется многочисленными социальными, психологическими и биологическими факторами. Ухудшение психического здоровья связано с быстрыми социальными изменениями, стрессовыми условиями на работе, социальным отчуждением, рисками психического и физического (в том числе сексуального) насилия.

## Критерии психического здоровья
Критерии (признаки, характеристики) психического здоровья формулируются на основе предложенной психологами в 60-е годы XX века концепции «позитивного психического здоровья».
В основе концепции поставлен анализ здорового функционирования личности как позитивного процесса, обладающего самостоятельной ценностью и содержательно описываемого через понятия самореализации, самоактуализации (К. Гольдштейн, А. Маслоу, Ш. Бюллер), полноценного человеческого функционирования (К. Роджерс), аутентичности (Дж. Бюдженталь), стремления к смыслу (В. Франкл).
Зигмунд Фрейд определял психическое здоровье как «способность к любви и работе». В данном определении отображается энергетическая модель психики, созданная Фрейдом, в которой здоровое развитие основано на сублимации, то есть эффективном перераспределении энергии либидо на конструктивные жизненные цели (творчество и близость с другими людьми).
Всемирная организация здравоохранения выделяет следующие критерии психического здоровья:
- осознание и чувство непрерывности, постоянства и идентичности своего физического и психического «Я».
- чувство постоянства и идентичности переживаний в однотипных ситуациях.
- критичность к себе и своей собственной психической продукции (деятельности) и её результатам.
- соответствие психических реакций (адекватность) силе и частоте средовых воздействий, социальным обстоятельствам и ситуациям.
- способность самоуправления поведением в соответствии с социальными нормами, правилами, законами.
- способность планировать собственную жизнедеятельность и реализовывать эти планы.
- способность изменять способ поведения в зависимости от смены жизненных ситуаций и обстоятельств[10].

Перечисленные характеристики свидетельствуют о степени совершенства и зрелости личности.
Для прикладных целей достаточным является так называемое «функциональное определение здоровья, основанное на подходе Т. Парсонса (Talcott Parsons, 1958 г.) и восходящее к эволюционной теории представление о дисфункции», согласно которому «под психическим здоровьем понимается способность человека полноценно функционировать в основных социальных ролях» Такой подход к здоровью имеет ряд важных для практики следствий:
- относительность здоровья, подразумевающая отсутствие «абсолютного» психического здоровья. Это значит, что нет человека, который мог бы сохранять свое психическое здоровье в любых социальных ролях или ситуациях;
- ограниченность подхода социокультурными нормами общества или социальной группы;
- функциональное понимание психического здоровья не подразумевает полного отсутствия симптомов психического расстройства, а только констатирует, что такая симптоматика, если она имеется, не вызывает социальной или поведенческой дисфункции

## Всемирный день психического здоровья
Всемирный день психического здоровья отмечается 10 октября, начиная с 1992 года.

## Внешние ресурсы
- Т.Б. Дмитриева, Б.С. Положий. «Психическое здоровье россиян». Vivos Voco (декабрь 2002). Дата обращения: 12 сентября 2011.
- Общественный фонд «Ментальное здоровье» (html). Дата обращения: 19 октября 2009. Архивировано из оригинала 23 августа 2011 года.
- Психическое здоровье/Информационный бюллетень ВОЗ, Апрель 2016 г./